# Classe Akademik Krylov
Le unità appartenenti alla classe Akademik Krylov (progetti 852 ed 856 secondo la classificazione russa) sono navi da ricerca oceanografica oggi non più operative. La classificazione russa è Ekspeditsionnoye Okeanograficheskoye Sudno (EOS: nave oceanografica).

## Tecnica
Le Akademik Krylov sono caratterizzate da grandi dimensioni e da un dislocamento piuttosto elevato. Costruite in due versioni (progetto 852 e progetto 856), non sono però note le eventuali differenze.
Si tratta di navi ben attrezzate per svolgere attività di ricerca, e sono munite anche di una piazzola di atterraggio per elicotteri.

## Il servizio
Le Akademik Krylov furono costruite a Stettino, in Polonia, ed entrarono in servizio tra il 1974 ed il 1979. Sono state ritirate dal servizio a partire dai primi anni novanta, a causa degli alti costi operativi.
L'ultima volta in cui una di queste navi è stata vista prendere il mare risale al 1997.
Complessivamente, ne furono costruite sei. La capoclasse Akademik Krylov è stata venduta nel 1993, mentre la Leonid Sobelyev risulta demolita nel 1996. Le rimanenti quattro unità (Admiral Vladimirskiy, Ivan Kruzenshtern, Leonid Demin e Mikhail Krupskiy) pare siano in riserva, ma non è da escludere che qualche altro esemplare sia stato demolito.